# تاجیک فیلم
تاجیک فیلم (تاجیکی: Тоҷикфилм) نام یک استودیوی فیلم‌سازی تاجیکی (شوروی سابق) است که در سال ۱۹۳۰ و در ابتدا به عنوان یک استودیوی فیلم خبری تأسیس شد. این استودیو که فیلم‌هایش را به دو زبان روسی و تاجیکی می‌ساخت، نخستین فیلم بلند خود را در سال ۱۹۳۲ منتشر کرد. در سال ۱۹۴۱ تاجیک فیلم با استودیوی فیلمسازی گورکی فیلم ادغام شد.

## اسامی تعدادی از فیلم‌های این شرکت
- کاوه آهنگر (۱۹۶۱)
- کودکان پامیر (۱۹۶۲)
- مرگ مزدور (۱۹۶۶)
- پیانوی سفید (۱۹۶۸)
- افسانهٔ رستم (۱۹۷۲)
- ستاره در شب (۱۹۷۲)
- رستم و سهراب (۱۹۷۲)
- افسانه سیاوش (۱۹۷۶)
- محافظ شخصی (۱۹۷۹)
- گروگانگیر (۱۹۸۳)
- اسرار خانواده (۱۹۸۵)
- آخرین شب شهرزاد (۱۹۸۷)